# Bhavanisagar
Bhavanisagar è una suddivisione dell'India, classificata come town panchayat, di 4.156 abitanti, situata nel distretto di Erode, nello stato federato del Tamil Nadu. In base al numero di abitanti la città rientra nella classe VI (meno di 5.000 persone).

## Geografia fisica
La città è situata a 11° 28' 51 N e 77° 07' 34 E.

## Società

### Evoluzione demografica
Al censimento del 2001 la popolazione di Bhavanisagar assommava a 4.156 persone, delle quali 2.120 maschi e 2.036 femmine. I bambini di età inferiore o uguale ai sei anni assommavano a 394, dei quali 204 maschi e 190 femmine. Infine, coloro che erano in grado di saper almeno leggere e scrivere erano 2.640, dei quali 1.540 maschi e 1.100 femmine.